# Sarıhaliller, Akseki
Sarıhaliller là một xã thuộc huyện Akseki, tỉnh Antalya, Thổ Nhĩ Kỳ. Dân số thời điểm năm 2011 là 40 người.